# タイラー・ボイド (サッカー選手)
タイラー・ドミニク・ボイド（英語: Tylor Dominic Boyd、1994年12月30日 - ）は、アメリカ合衆国とニュージーランドのサッカー選手。元ニュージーランド代表、現アメリカ合衆国代表。ポジションはFW。

## クラブ歴
2011年に16歳でメルヴィル・ユナイテッドAFCで選手となり、同年にワイカトFCに移籍した。
2012年9月にウェリントン・フェニックスFCに3年契約で加入。10月6日に17歳でAリーグ初出場を果たした。2013-14シーズンは20試合2得点でクラブの最優秀U-23選手となった。
2015年2月24日、同年夏より4年契約でヴィトーリアSCに完全移籍する事が発表された。
2017年6月29日にCDトンデラに期限付き移籍。
2019年1月末日にMKEアンカラギュジュに半年の期限付き移籍。
同年7月15日にベシクタシュJKに完全移籍、4年契約を締結した。11月7日にUEFAヨーロッパリーグ 2019-20で移籍後初得点を記録した。2020-21シーズンは、9月13日の試合では長距離のシュートを決め、レギュラーとして活躍していたが、10月7日に14人の外国人枠に登録されなかった。
2021年2月1日にスィヴァススポルに期限付き移籍。
同年夏にチャイクル・リゼスポルに期限付き移籍した。
2023年2月20日、ロサンゼルス・ギャラクシーに1年契約で移籍した。

## 代表歴

### ニュージーランド
ニュージーランドU-20代表として2013 FIFA U-20ワールドカップに出場した。
2014年3月5日に行われたキリンチャレンジカップ・日本代表戦でメルヴィル・ユナイテッド時代のチームメイトであるライアン・トーマスとともに初出場を果たした。

### 米国
2019年5月18日、ニュージーランド代表での出場試合が親善試合のみであった事から、米国代表に鞍替えした。同月22日、2019 CONCACAFゴールドカップの候補リストに選出された。6月9日のベネズエラ代表との親善試合で初出場を記録。18日のCONCACAFゴールドカップ・ガイアナ代表戦で代表初得点を記録、この得点が米国代表の1000得点目となり、彼はさらに1得点を積み上げた。

## 家族
父がニュージーランド人で母が米国人。生まれはタウランガであるが、幼少の頃にカリフォルニア州サンタ・イネスに渡り、10歳の時にニュージーランドに戻った。米国時代にカリフォルニア大学サンタバーバラ校が居住地の近くでキャンプを行い、同校の試合でボールボーイを務めていた事がサッカー選手を目指す切っ掛けになった。